# دره معابد
دره معابد (ایتالیایی: [ˈvalle dei ˈtɛmpli]; سیسیلی: Vaddi di li Tempri)، یک سایت باستان‌شناسی در آگریجنتو سیسیل است. این یکی از برجسته‌ترین نمونه‌های هنر و معماری مگنا گراسیا است و یکی از جاذبه‌های اصلی سیسیل است که در سال ۱۹۹۷ فهرست شده‌است. بیشتر حفاری‌ها و مرمت معابد مدیون تلاش‌های باستان‌شناس دومنیکو آنتونیو حقیقت فاسو (۱۷۸۳–۱۸۶۳) است، که از سال ۱۸۰۹ تا ۱۸۱۲ دوک سرادی‌فالکو بود. در طول قرن بیستم، کاوش‌های باستان‌شناسی عمدتاً توسط سر الکساندر هاردکاسل تأمین مالی شد. او اجازه حفاری در پارک باستان‌شناسی از جمله صاف کردن هشت ستون در سمت جنوبی معبد هراکلس را داد. برای کمک‌هایش به باستان‌شناسی، او شهروند افتخاری شهر آگریجنتو شد و درجه فرماندهی تاج ایتالیا را دریافت کرد.
اصطلاح «دره» نام اشتباهی است، این سایت بر روی خط الراس خارج از شهر آگریجنتو واقع شده‌است.

## بررسی اجمالی
دره شامل بقایای هفت معبد است که همگی به شیوه دوریک هستند . انتساب نام‌ها، جدا از نام المپیون، یک سنت صرف است که در دوران رنسانس ایجاد شده‌است. معابد عبارتند از:
- معبد کنکوردیا، که نام آن از یک کتیبه لاتین یافت شده در نزدیکی آن گرفته شده‌است و در قرن پنجم قبل از میلاد ساخته شده‌است. این کلیسا در قرن ششم پس از میلاد به یک کلیسا تبدیل شد و اکنون یکی از بهترین کلیساهای دره است.
- معبد جونو، همچنین در قرن پنجم قبل از میلاد ساخته شده‌است. در سال ۴۰۶ قبل از میلاد توسط کارتاژنی‌ها سوزانده شد.
- معبد هراکلس که یکی از مورد احترام‌ترین خدایان در آکراگاس باستان بود. این باستانی‌ترین معبد در دره است: در اثر زلزله ویران شده‌است و امروزه تنها از هشت ستون تشکیل شده‌است.
- معبد المپیان زئوس، ساخته شده در ۴۸۰ قبل از میلاد برای جشن پیروزی دولت شهر بر کارتاژ. با استفاده ازستون پهلوان‌پیکر در مقیاس بزرگ مشخص می‌شود.
- معبد کاستور و پولوکس با وجود بقایای آن که تنها چهار ستون دارد، اکنون نماد آگریجنتو مدرن است.
- معبد هفائستوس (وولکان) نیز متعلق به قرن ۵ قبل از میلاد است. گمان می‌رود که یکی از با شکوه‌ترین بناهای دره بوده‌است. اما اکنون یکی از فرسوده‌ترین هاست.
- معبد اسقلبیوس، واقع در دور از دیوارهای شهر باستانی. این معبد مقصد زائرانی بود که به دنبال درمان بیماری بودند.

دره همچنین محل به اصطلاح مقبره ترون ، بنای تاریخی توف بزرگ به شکل هرمی است. محققان بر این باورند که این بنا برای بزرگداشت رومیان کشته شده در دومین جنگ کارتاژ ساخته شده‌است.